# 哈雷娜·盧霍娃
哈琳娜·里昂尼迪夫娜·卢霍娃（羅馬化：Halyna Leonidivna Luhova；1976年4月10日—），乌克兰政治人物，在2022至2023年間担任赫尔松市军事管理局局长。

## 早年經歷和事業
卢霍娃1976年4月10日出生于赫尔松州安东尼夫卡。在赫尔松州立大学学习外语。她曾是一名学校教师，也是赫爾松市拉達第21号安东尼夫卡综合学校1至3年级的校长。
卢霍娃于2015年成为一名政治家。2020年乌克兰地方选举期间，她以“我們要住在這裏”党员身份当选市议会议员 。2020年，她被任命为市议会秘书。2022年9月21日，赫爾松市长伊戈尔·科雷哈耶夫被俄軍绑架后，卢霍娃被烏克蘭總統弗拉基米尔·泽连斯基任命为赫尔松市军事管理局局长。並履行代理市长职责。截至2023年2月，她是乌克兰大城市唯一的女市长。由于她的地位，卢霍娃經常成为俄軍襲擊的目标。2023年3月2日，总统弗拉基米尔·泽伦斯基签署法令，任命军事检察官罗曼·姆罗奇科为赫尔松市军事管理局新任局长，卢霍娃被解除赫尔松市军事管理局局长职务。
她另外有两个儿子。